# Antiblemma chiva
Antiblemma chiva är en fjärilsart som beskrevs av William Schaus 1911. Antiblemma chiva ingår i släktet Antiblemma och familjen nattflyn. Inga underarter finns listade i Catalogue of Life.